# Simelé
Sêmêl ou Simelé (Sêmêl en kurde, ܣܡܠܐ en syriaque, سميل en arabe) est une ville kurde située en Irak dans la région du Kurdistan irakien. Elle est située à 14 kilomètres à l’ouest de la ville de Dohuk. La ville se trouve sur la route principale qui relie le Kurdistan irakien à la Turquie.

## Étymologie
Le mot « Sêmêl » pourrait provenir des mots kurdes « sê » et « mil » signifiant « trois collines », ou « sê mal » signifiant « trois maisons ».

## Histoire
Simele est un petit village kurde jusqu'au milieu des années 1910, car le village est peuplé de réfugiés arméniens et assyriens fuyant les massacres de Sayfo et du génocide arménien. Lors du massacre de Simele en 1933, environ trois mille Assyriens furent massacrés, poussant nombre d'entre eux à fuir le pays,. La principale tribu assyrienne de Simele à l'époque est Baz.
En 2011, la population est majoritairement kurde avec une petite minorité assyrienne de 635 personnes. Près de la moitié de la minorité assyrienne adhère à l’ Église assyrienne de l’Orient. Une petite minorité arménienne existe encore dans la ville.